# Ira Brown
Ira Brown (Corsicana, Texas, 3 de agosto de 1982) es un exbeisbolista y actual baloncestista profesional estadounidense nacionalizado japonés. 
Seleccionado en el draft de la MLB de 2001 por los Kansas City Royals, actuó en equipos de las Ligas Menores de Béisbol hasta dejar el béisbol en 2005 para empezar una carrera en el baloncesto que lo llevó a jugar en la Copa Mundial de Baloncesto 3x3 de 2012 como miembro de la selección de Estados Unidos y en el torneo masculino de baloncesto 3×3 en los Juegos Olímpicos de Tokio 2020 como miembro de la selección de Japón.

## Trayectoria

### Juventud
Brown creció en un hogar afectado por la pobreza y la violencia pandillera, lo que lo llevó a concentrarse en la práctica del deporte como vía para superar su situación. Asistió a la Willis High School en Conroe, Texas, donde jugó al béisbol y al baloncesto con los Wildkats, el equipo de la institución.

### Carrera en el béisbol
En 2001 se presentó al draft de la MLB, siendo seleccionado por los Kansas City Royals. Habituado a jugar como lanzador, la organización lo cedió a distintos equipos de las Ligas Menores de Béisbol: los GCL Royals de la Gulf Coast League (2001), los Spokane Indians de la Northwest League (2002), los AZL Royals de la Arizona League (2003) y los Burlington Bees de la Midwest League (2004). Desvinculado de los Royals a mediados de 2004, jugó posteriormente para los Shreveport Sports de la Central League y los Edmonton Cracker-Cats de la Northern League.

### Carrera en el baloncesto
Brown decidió cambiar de carrera en 2005, convirtiéndose en jugador de baloncesto de los Phoenix College Bears, equipo que representaba al Phoenix College en la NJCAA. Tras dos temporadas allí, se transfirió a la Universidad Gonzaga, incorporándose a los Gonzaga Bulldogs. En sus dos años compitiendo en la West Coast Conference de la División I de la NCAA disputó 57 partidos, pero con un promedio de 7.6 minutos de juego por encuentro y marcas de 2.1 puntos y 1.8 rebotes.
Se presentó al draft de la NBA Development League de 2009, siendo seleccionado en la cuarta ronda por los Austin Toros. Sin embargo poco después el equipo terminó su contrato con el baloncestista. 
Comenzó a jugar profesionalmente fuera de su país en Coras UAN de Tepic del CIBACOPA de México en 2010. Pasó luego por la Asociación Española de Charata del TNA de Argentina y por los San Miguel Beermen de la PBA de Filipinas, antes de volver al Lagartos UAN de Tepic para la temporada 2011 del CIBACOPA (en la que participó del Juego de las Estrellas).
A mediados de 2011 fue fichado por los Toyama Grouses de la Bj league. Allí jugaría durante tres temporadas (siendo en la última elegido parte del quinteto ideal de la liga) antes de unirse a los Hitachi SunRockers de la NBL, donde permanecería hasta 2017 destacándose como uno de los mejores jugadores del certamen. Posteriormente también actuó en los Ryukyu Golden Kings, el Osaka Evessa y los Chiba Jets de la B.League.  
En 2018 participó de The Basketball Tournament como miembro del equipo A Few Good Men.

## Selección nacional

### Estados Unidos
Brown -junto a Adetayo Adesanya, Tyree Hardge y Allen DuBois Williams- formó el equipo Desert Pro-Am que conquistó el USABasketball 3x3 National Tournament de 2012. En consecuencia USA Basketball nominó a la escuadra como su representativo en la Copa Mundial de Baloncesto 3x3 de 2012, certamen en el que terminarían séptimos. 

### Japón
Brown adquirió la ciudadanía japonesa en 2016, lo que lo habilitó para unirse a la selección de baloncesto de Japón como jugador nacionalizado. De ese modo, entre 2016 y 2017, defendió a los colores de Japón en varios torneos, incluyendo el Campeonato FIBA Asia de 2017. Posteriormente volvería a ser convocado en 2019 por el entrenador Julio Lamas para participar de los partidos de las eliminatorias a la Copa Mundial de Baloncesto de 2019. 
En 2021 participó de la Alborada League (un campeonato japonés de baloncesto 3x3) como miembro de los Bulldogs, un equipo que había creado junto a su colega Keisei Tominaga. Como los Bulldogs terminaron conquistando el certamen, la Asociación de Baloncesto de Japón lo convocó para integrar la selección de baloncesto 3x3 de Japón que tuvo la misión de representar al país en torneo masculino de baloncesto 3×3 en los Juegos Olímpicos de Tokio 2020, terminando el certamen ubicados en la sexta posición. 